# Ignaz Mandl

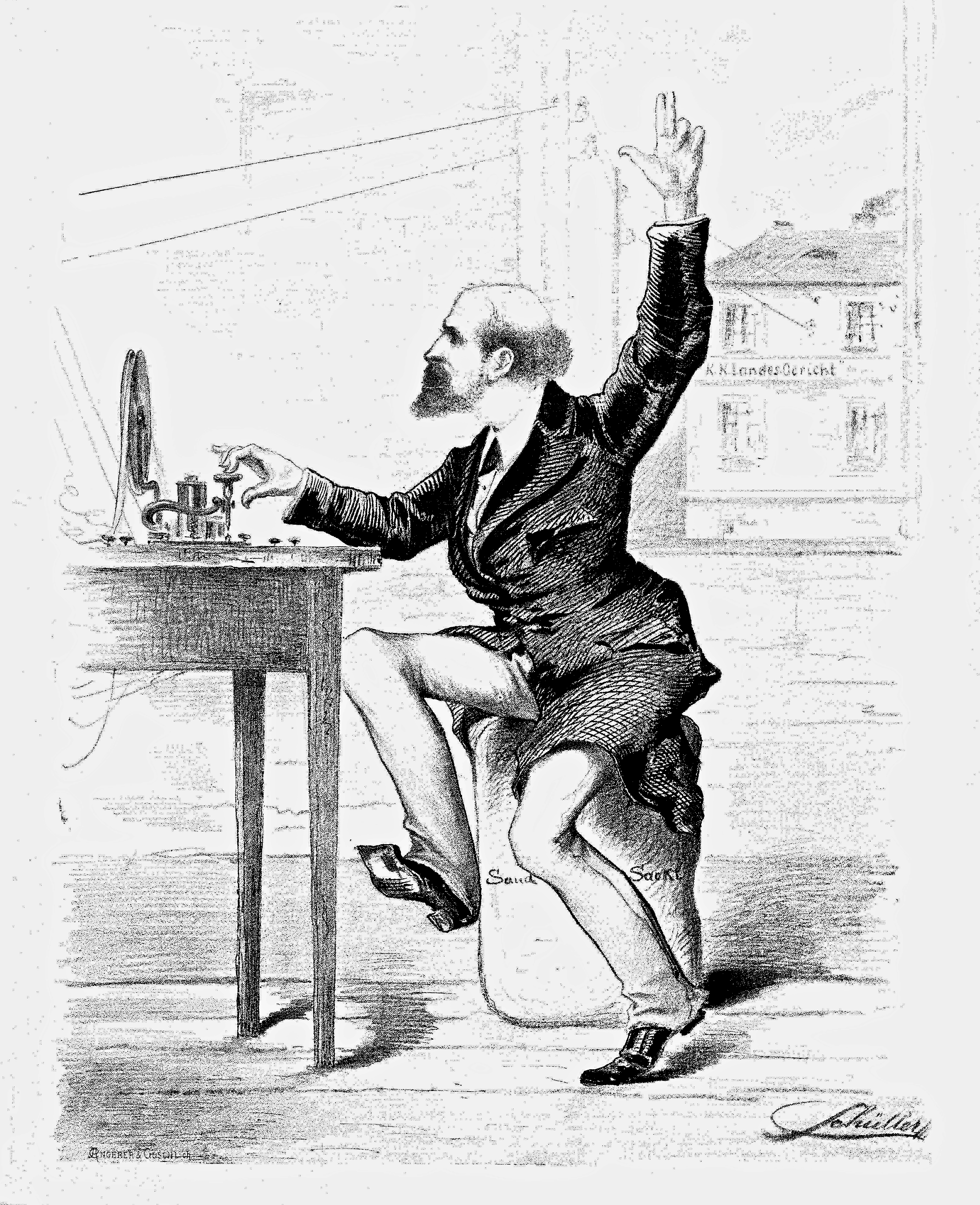
Ignaz Mandl (Karikatur aus der satirischen Wochenzeitschrift Die Bombe, 1876)

Ignaz Mandl (* 10. November 1833 in Veszprém, Ungarn; † 4. Mai 1907 in Wien) war ein Wiener Arzt und Kommunalpolitiker.

## Leben
Ignaz Mandl, aus begüterter ungarischer Familie, studierte Medizin an der Universität Wien und wurde 1859 zum Dr. med. promoviert. Im Jahr 1863 vermählte er sich mit Amalia Todesco (1820–1899), einer Schwester der Bankiers und Unternehmer Eduard von Todesco und Moritz von Todesco (für die Braut war es die dritte Ehe). Diese Ehe wurde geschieden und 1871 heiratete Mandl die in Rechnitz geborene Antonie Richter (1847–1915); das Paar konvertierte im Jahr 1904 vom Judentum  zum Katholizismus. Ignaz und Antonie Mandl hatten drei Kinder und wurden nach ihrem Ableben am Wiener Zentralfriedhof bestattet (Gruppe 54, Reihe 20, Nr. 33).

## Politik
Er war von 1874 bis 1879 und von 1880 bis 1889 Mitglied des Wiener Gemeinderats. In seinem Drang, politische Fehlleistungen aufzudecken, verwickelte er sich in zahlreiche Prozesse.
Als populärer jüdischer Armenarzt und „Abgott der Kleinen Leute“ war er Vorbild und Mentor des jungen Rechtsanwaltes Karl Lueger. Er und Lueger, die im 3. Wiener Gemeindebezirk gewählt worden waren, traten auch gemeinsam in der Fraktion der Demokraten für die Übernahme der Stadtbeleuchtung in die Eigenregie der Gemeinde und gegen die von der liberalen Stadtregierung Cajetan Felders favorisierte englische Gasgesellschaft auf. Mit der opportunistischen Hinwendung Luegers zu einer Politik des Antisemitismus endete auch die politische Allianz mit Mandl.